# مزرعه توه خشكة (مقاطعة إسلام آباد غرب)
مزرعه‌توه‌خشكة (بالفارسية: مزرعه‌توه‌خشکه) هي قرية تقع في قسم حومة الجنوبي الريفي (مقاطعة إسلام آباد غرب) في إيران.